# David Ho
David Da-i Ho (čínsky 何大一, * 3. listopadu 1952) je tchajwansko-americký biolog známý svými výsledky v oblasti porozumění nákaze virem HIV a její léčby. Na toto téma publikoval více než 400 článků. Působí jako ředitel výzkumného ústavu Aaron Diamond AIDS Research Center a profesor Rockefellerovy univerzity v New Yorku. Se svou ženou, umělkyní Susan Kuo Ho, žije v New Yorku a mají tři děti.